# Eloy Alfaro kanton
Eloy Alfaro kanton Ecuador csendes-óceáni partvidékén található, Esmeraldas tartomány északi részén. Közigazgatási központja Limones. A kanton népessége a 2001-es népszámlálás adatai alapján 33 403 fő volt.

## Fordítás
Ez a szócikk részben vagy egészben  az   Eloy Alfaro Canton című angol Wikipédia-szócikk ezen változatának fordításán alapul.  Az eredeti cikk szerkesztőit annak laptörténete sorolja fel. Ez a jelzés csupán a megfogalmazás eredetét és a szerzői jogokat jelzi, nem szolgál a cikkben szereplő információk forrásmegjelöléseként.